# Schwenktransformator

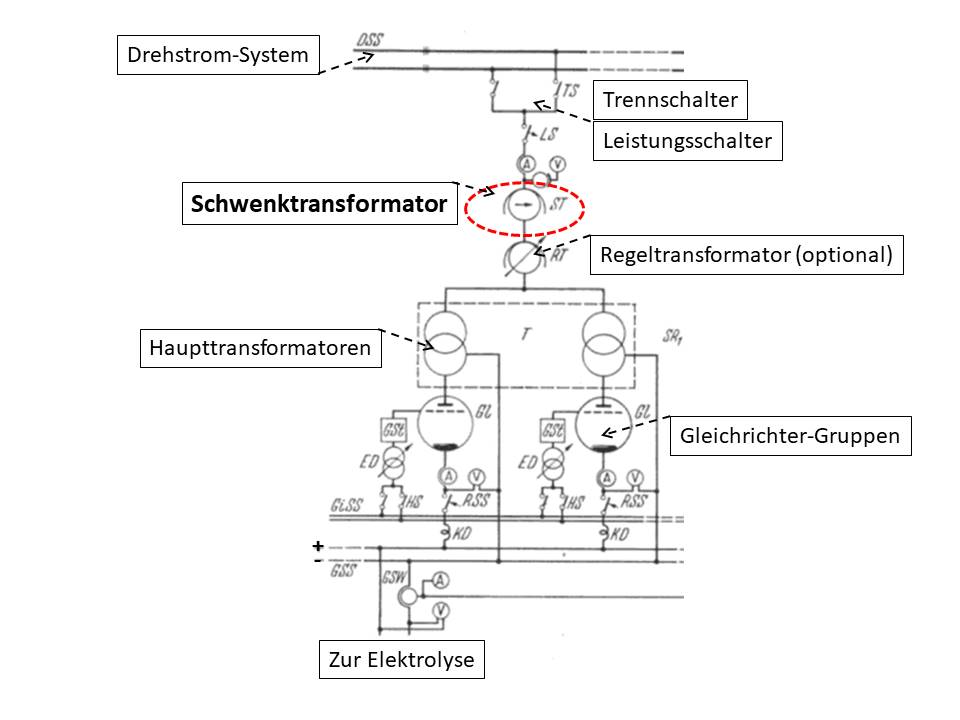
Schwenktransformator als Teil der Stromversorgung einer Anlage zur Elektrolyse

Ein Schwenktransformator ist ein Stromrichtertransformator, der mit einem zusätzlichen Wicklungs-Satz zur Schwenkung des Phasenwinkels der Sekundärspannung ausgestattet ist. Diese zusätzlichen -Wicklungen werden als Schwenkzipfel bezeichnet.  

## Wirkprinzip der Phasenschwenkung
Zur Hauptwicklung jedes der drei Drehstrom-Phasenstränge wird eine Schwenkzipfel-Wicklung in Reihe geschaltet. Aus wirtschaftlichen Gründen werden die Schwenkzipfel-Wicklungen häufig auf der Sekundärseite des Transformators ausgeführt, jedoch ist die prinzipielle Ausführung auf der Primärseite ebenfalls bekannt. Jede der Schwenkzipfel-Wicklungen wird von den Strömen der jeweils anderen beiden Phasensträngen erregt. Die sich daraus ergebende um 90 Grad phasenverschobene Schwenkzipfel-Spannung addiert sich zu der Strangspannung der Hauptwicklung.
Das Prinzip des Phasen-Schwenkens verändert das Übersetzungsverhältnis des Schwenktransformators, welches in der Regel bei 1 liegt, nicht. Es erfolgt somit lediglich eine Drehung der Phasenspannung.

## Nutzen von Schwenktransformatoren
Besonders bei hohen Übertragungsleistungen werden hochpulsige Stromrichteranlagen erforderlich, um das Auftreten von harmonischen Netzrückwirkungen auf ein vertretbares Maß zu begrenzen. Dabei eliminieren zwölfpulsige Umrichter die fünfte und die siebente Harmonische, 18 pulsige zusätzlich die elfte und 13. Harmonische und  24 pulsige Umrichter zusätzlich die 17. und 19. Harmonische.  Bei Pulszahlen oberhalb von 12 wird es erforderlich, bei der Sekundärspannung eine Phasenverschiebung mit einem Winkel kleiner als 30 Grad vorzunehmen, wozu die Schwenkzipfel-Wicklungen dienen. Damit werden bei Anwendungen mit stark variierenden Hochstromlasten, wie z. B. Lichtbogen-Schmelzanlagen, hochpulsige Frequenzumrichter wirtschaftlich und nahezu frei von oberwellenbedingten Netzrückwirkungen möglich.  

## Beispiele für Anwendungen
- Stromrichter zur Aluminiumgewinnung mittels Schmelzflusselektrolyse im Leistungsbereich ab 400 MVA bei 132 kV Versorgungsspannung.

- Stromrichter für dieselelektrische Antriebssysteme z. B. auf Kreuzfahrtschiffen, mit z. B. ca. 40 MVA bei 36 kV Versorgungsspannung.[5]

## Historie
Schwenktransformatoren und deren Wirkprinzip sind seit den 1930er Jahren bekannt. Erste Anwendungen umfassten zunächst große Anlagen der Elektrochemie. Mit voranschreitender Entwicklung der halbleiterbasierten Leistungselektronik gewannen Schwenktransformatoren im Bereich der Versorgung und Regelung großer Antriebsmaschinen zunehmend an Bedeutung.